# Operador fechado
Em matemática, especialmente na análise funcional, os operadores lineares fechados formam uma importante classe de operadores lineares em espaços de Banach. Todo operador linear limitado é fechado e muitos operadores lineares não-limitados de importância na matemática aplicada são fechados. A classe dos operadores fechados são suficientemente bem comportados a ponto de se poder desenvolver um teorema espectral para eles.

Seja {\displaystyle X} um espaço de Banach. Um operador linear A
{\displaystyle A\colon {\mathcal {D}}(A)\subset X\to X}
é dito fechado  se para cada seqüência {\displaystyle \{x_{n}\}_{n=1}^{\infty }} em  {\displaystyle {\mathcal {D}}(A)} que converge para um ponto {\displaystyle x\in X\,} tal que {\displaystyle Ax_{n}\to y\in X} tem-se que:
{\displaystyle x\in {\mathcal {D}}(A)} e
{\displaystyle Ax=y.}
Equivalentemente, {\displaystyle A\,} é fechado se e somente se seu gráfico é fechado.

## Exemplo
Considere {\displaystyle X=C^{0}[a,b]\,} o espaço das funções contínuas no intervalo {\displaystyle [a,b]\,} e {\displaystyle T\,} o operador derivada:
{\displaystyle Tf:={\frac {d}{dx}}f\,}, definido no domínio
{\displaystyle D(T)=C^{1}[a,b]\,}
Então se {\displaystyle f_{n}(x)\to f\,} e {\displaystyle Tf_{n}(x)\to g\,} ambos  na norma do supremo ou, equivalentemente, uniformemente, então, não é difícil ver que:
{\displaystyle Tf_{n}\to Tf\,}

## Teorema
- O teorema do gráfico fechado afirma que um operador fechado definido em todo espaço é contínuo. Portanto, um operador fechado descontínuo, como o exemplo acima, não pode ser definido em todo o espaço.